# Road to Nowhere (Talking Heads)
Road to Nowhere è un brano dei Talking Heads, tratto dall'album del 1985 Little Creatures. È presente anche negli album Best of Talking Heads, Sand in the Vaseline: Popular Favorites, e nelle raccolte Once in a Lifetime e Brick.
Il brano è stato pubblicato come singolo nel 1985 ed ha raggiunto la posizione n. 25 nella classifica 'Mainstream Rock Tracks' e la posizione n. 6 nelle classifiche inglesi e tedesche. Ha anche raggiunto la posizione n. 8 nella 'Dutch Top 40'.

## Produzione
Secondo quanto riportato sulla copertina della compilation Once in a Lifetime, Byrne ha aggiunto l'introduzione corale dopo aver deciso che il brano, così com'era, sembrava troppo semplice e monotono.
Il videoclip girato per promuovere il brano è stato diretto da David Byrne e Stephen R. Johnson, e riprende oggetti e i componenti della band come su una 'strada verso il niente', ed è stato proposto come "Best Video of the Year" agli MTV Video Music Awards del 1986. Alcuni spezzoni sono stati girati nel cortile e nella piscina dell'attore Stephen Tobolowsky, coautore del film di Byrne True Stories agli time.. Il regista Stephen Johnson si è ispirato agli effetti speciali del video in due successive produzioni, i video di Peter Gabriel "Sledgehammer" e "Big Time" l'anno successivo.

## Cover di altri artisti
- La band Greensky Bluegrass di Kalamazoo, Michigan ha registrato una versione del brano nel proprio album del 2007 Live at Bell's.
- Il gruppo inglese The Flying Pickets ha registrato una versione del brano eseguita a cappella nell'album The Original Flying Pickets.
- La band francese Indochine ha registrato una versione del brano per supportare l'organizzazione Reporters Sans Frontières.
- La band francese Nouvelle Vague ha registrato una versione del brano nell'album del 2009 3.
- La cantautrice australiana Sarah Blasko ha usato parole e musica nel finale del suo brano "Over & Over", pubblicato nel 2009 nell'album As Day Follows Night.
- L'artista John Nolan (membro delle band Straylight Run e Taking Back Sunday) ha registrato una versione del brano nell'album del 2010 Songs I Didn't Write.

## Curiosità
- Il brano è stato utilizzato nel documentario del 2008 Young@Heart.
- Il brano viene riprodotto durante i titoli di coda del film del 1989 Piccoli mostri.
- In Italia il brano è stato utilizzato per lo spot della Yomo yogurt nel 1986